# Vicia cappadocica
Vicia cappadocica är en ärtväxtart som beskrevs av Pierre Edmond Boissier och Benedict Balansa. Vicia cappadocica ingår i släktet vickrar, och familjen ärtväxter. Inga underarter finns listade i Catalogue of Life.